# Eduard Chrennikov
Eduard Chrennikov, född 19 maj 1973, är en rysk skidorienterare. Han har vunnit världscupen, samt blivit världsmästare flera gånger.